# Czarkowy Grąd

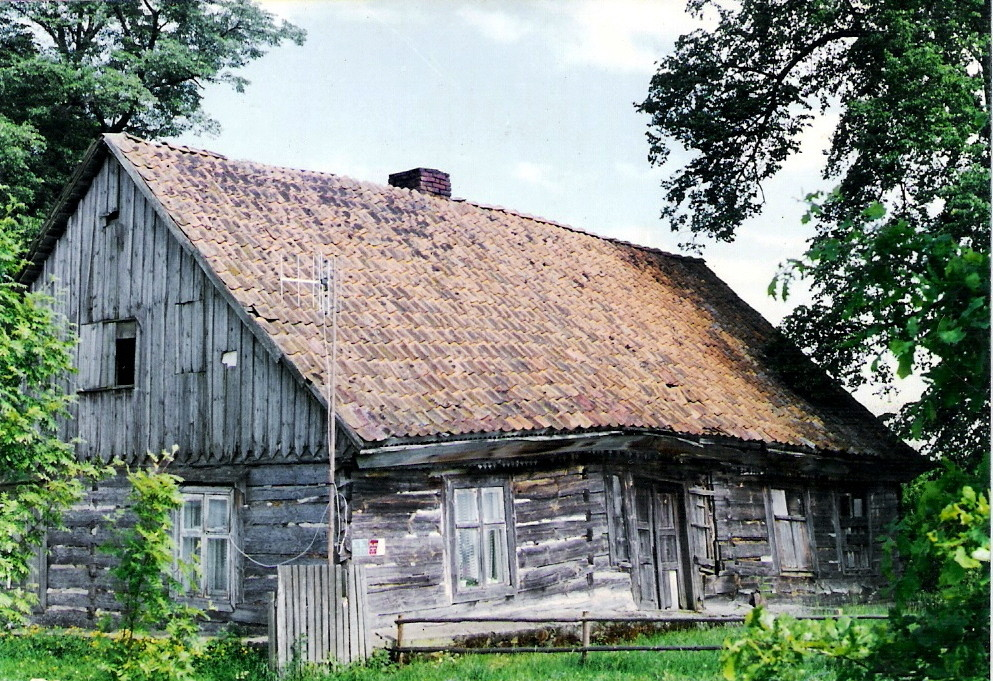
Czarkowy Grąd - drewniana chałupa (1999)

Czarkowy Grąd (niem. Worfengrund) – wieś w Polsce położona w województwie warmińsko-mazurskim, w powiecie szczycieńskim, w gminie Szczytno.
W latach 1975–1998 miejscowość administracyjnie należała do województwa olsztyńskiego.
Niewielka miejscowość, położona ok. 3 km na południe od Szczytna. Obok przepływa rzeka Wałpusza. Dojazd lokalną drogą: Szczytno – Rudka – Czarkowy Grąd.